# Котловские болота
Котловские болота — обширные болота в Костромской области России. Включает в себя болотные массивы Котловское и Липняговское. являются из одних наиболее крупных ценных водно-болотных угодий области. Ширина болотного бассейна может занимать до 6,5 километров. Болото расположено на стыке рек Желвата, Вотгать, Немда.

## Характеристика болота
Местность представляет собой верховых и низинных участков. В болото входит озеро ледникового происхождения. В пределах болота есть и плоско озерные-ледниковые равнины.  
Болотный комплекс важен и для экосистемы долины реки Желвата и для водного бассейна реки Нёмда. Берет здесь начало река — Юг приток реки Немды. А также безымянных ручьев, впадающие в реку Желвата и бассейна реки Кусца. 
Заказник имеет большой природный комплекс лесов. Историческая справка говорит о том что, ранее участки заказника была поименована в постановлении главы руководства Костромской области. «О особом присмотре за особо охраняемой территории заказника.».
Котловские болота имеют Участки характерны для ландшафта заболоченных, зандровых равнин.

## Фауна и флора
Заказник находиться в зоне южной тайги. Все животные заказника под строгой охраной, они многообразны, но большая часть это — млекопитающие птицы. водится тут белая куропатка, большой кроншнеп,филин,чернозобая гагара,серый журавль,длиннохвостая неясыть и бородатая неясыть. Кроме птиц здесь обитают и хищники. В пределах лесах могут быть, лоси, лисица, енотовидная собака, волк, кабан. Из флоры здесь много растений это — пушистые березы, сосна обыкновенная, ольха чёрная, осина.